# Hans-Walter Klewitz
Hans-Walter Klewitz (* 14. März 1907 in Erfurt; † 15. März 1943 in Berlin) war ein deutscher Mittelalterhistoriker.
Hans-Walter Klewitz studierte ab 1925 Geschichte, Deutsch und Russisch an den Universitäten in Bonn, Heidelberg und Göttingen. Im Jahr 1928 wurde Klewitz bei Karl Brandi in Göttingen mit der Arbeit Die Geschichte der Ministerialität im Elsaß bis zum Ende des Interregnums promoviert und schloss das Studium 1930 mit Staatsexamen ab. Von 1930 bis 1934 war er Mitarbeiter bei Paul Fridolin Kehr am Preußischen Historischen Institut in Rom. Im Sommer 1932 heiratete er. Er habilitierte sich 1935 in Göttingen mit der Arbeit Petrus Diaconus und die Montecassineser Klosterchronik des Leo von Ostia. Klewitz wurde 1936 zum Privatdozenten ernannt. Im Dezember 1936 war er der SA (im Rang eines Rottenführers und Blockwarts) beigetreten, am 12. Juni 1937 beantragte er die Aufnahme in die NSDAP und wurde rückwirkend zum 1. Mai desselben Jahres aufgenommen (Mitgliedsnummer 5.034.434). Spätestens seit 1942 gehörte er auch dem NSKK an. Ab Januar 1940 war er außerplanmäßiger Professor und ab Herbst 1942 ordentlicher Professor für mittelalterliche Geschichte an der Universität Freiburg im Breisgau. Zum 1. März 1943 wurde er zum Wehrdienst in der Leibstandarte SS Adolf Hitler der Waffen-SS einberufen. Nur zwei Wochen nach der Einberufung starb er plötzlich im Ausbildungslager der Waffen-SS in Berlin-Lichterfelde.
Er beschäftigte sich mit der Verfassungsgeschichte des Reiches im Mittelalter, italienischer Kirchengeschichte, Papstgeschichte und der Diplomatik. In seinem Nachlass fanden sich Exzerpte und Skizzen für eine Biographie Friedrich Barbarossas. Neuere Forschungen konnten zeigen, dass von Klewitz in seiner zweijährigen Freiburger Zeit Impulse für die wichtigsten Projekte der Nachkriegszeit ausgegangen sind.

## Schriften (Auswahl)
- Geschichte der Ministerialität im Elsaß bis zum Ende des Interregnums. Selbstverlag des Elsaß-Lothringen-Instituts, Frankfurt am Main 1929 (online).
- Werkverzeichnis. In: Die Welt als Geschichte. Bd. 9 (1943), S. 99 f. (online).
- Ausgewählte Aufsätze zur Kirchen- und Geistesgeschichte des Mittelalters. Mit einer Einführung von Gerd Tellenbach. Scientia-Verlag, Aalen 1971, ISBN 3-511-00643-0, Inhaltsverzeichnis.
- Reformpapsttum und Kardinalkolleg. Die Entstehung des Kardinalkollegiums. Studien über die Wiederherstellung der römischen Kirche in Süditalien durch das Reformpapsttum. Das Ende des Reformpapsttums. Wissenschaftliche Buchgesellschaft, Darmstadt 1957.